# Épiclèse (Antiquité)
Pour les articles homonymes, voir Épiclèse.
Une épiclèse (du grec ancien ἐπίκλησις / epíklêsis, « surnom ») est, dans l'Antiquité, une épithète accolée au nom d'un dieu. Cette épithète avait pour but de formuler l'aspect précis de la divinité que l'on vénérait dans un temple, autel, sacellum, ou tout lieu de culte inauguré et consacré. Il existait ainsi des centaines de ces divinités à épiclèses en sus des grandes divinités olympiennes classiques du panthéon, permettant aux individus de contracter des vœux spécifiques à leurs actions, leur métier, leurs désirs, ou simplement de les évoquer dans la poésie épique, dans la littérature, pour insister sur le rôle précis qu'elles détiennent dans l'action. Ces épiclèses sont attestées tantôt par la littérature ancienne, tantôt par l'épigraphie religieuse documentant les actes, rituels et dons à telle ou telle épiclèse.

## Étymologie
Le substantif féminin « épiclèse » est un emprunt au grec ancien ἐπίκλησις / epíklêsis (« nom ajouté ou substitué à un autre, invocation »), dérivé du verbe epikaleîn (« appeler à soi, invoquer »), composé de epi‑ (« sur, vers ») et kaleîn (« appeler »).
La notion d’épiclèse est empruntée à Pausanias le Périégète, géographe du IIe siècle qui, dans sa Périégèse, ou Description de la Grèce, emploie ἐπίκλησις pour préciser sous quelle appellation tel dieu est spécifiquement honoré dans tels lieu et circonstance.

## Définition
Une épiclèse, ou épithète cultuelle, est une épithète qui se rapporte à une divinité qui, sous ce nom, reçoit un culte qui comporte au moins l'une des composantes suivantes :
- un espace consacré, tel un sanctuaire ou un temple,
- des acteurs spécifiquement associés, qu'il s'agisse d'un desservant attitré — tel un prêtre ou une prêtresse — ou d'un ensemble d'individus regroupés autour de la divinité — telle une cité ou toute association cultuelle d'un niveau inférieur à la cité —,
- des actes cultuels expressément accomplis pour la divinité, tels une fête, un sacrifice ou tout autre offrande mentionnée dans un calendrier cultuel.

## Typologie
Les épiclèses se répartissent entre deux grandes catégorie : les toponymiques et les fonctionnelles. La troisième grande catégorie d'épiclèses sont les topographiques, à la fois toponymiques et fonctionnelles. Il existe d'autres catégories d'épiclèses.
Une épiclèse toponymique est un adjectif dérivé d'un toponyme. Il s'agit, le plus souvent, de celui du lieu de culte lui-même. Mais il peut parfois dénoter la diffusion d'un culte ou le transfert d'un culte local d'un lieu à un autre : ainsi Ephesia (« d'Éphèse »), épiclèse d'Artémis, dénote que le culte de la déesse s'est diffusé à partir d'Éphèse ; et Eleuthereus (« d'Éleuthères »), épiclèse de Dionysos à Athènes, dénote le transfert du lieu de culte d'Éleuthères à Athènes.
Une épiclèse fonctionnelle identifie le champ dans lequel l'aide de la divinité est attendue. L'épiclèse peut être soit le nom du champ lui-même, soit un dérivé, soit nom d'agent : ainsi respectivement Keraunos, Keraunios et Keraunobolos, épiclèses de Zeus.
Une épiclèse topographique est à la fois toponymique et fonctionnelle. Elle se réfère à la fois à
un paysage prisé de la divinité et à un lieu précis derrière une dénomination générique : ainsi Akraios, épiclèse de Zeus, qui, pour les Magnètes, désigne le Zeus dont le sanctuaire est situé au sommet du mont Pélion.
Une épiclèse pouvait être de différents types :
- toponymique : selon le nom du lieu de culte où le temple est établi et plus particulièrement, selon le nom de sa cité d'origine
- topographique : elle précise le cadre naturel du culte
- utilitaire : selon l'action spécifique du dieu

Une épiclèse mythologique évoque l'un des mythes associés à la divinité : ainsi Huakinthios, épiclèse d’Apollon qui a tué son élève et éromène Hyacinthe.
Une épiclèse liturgique est relative au déroulement du culte : ainsi Hekatombaios (« de l'hécatombe »), épiclèse d'Apollon.
Une épiclèse théonymique consiste en une épithète dérivée d'un théonyme qui est celui d'une autre divinité : ainsi Ἡραῖος (« d'Héra »), épiclèse de Zeus dont Héra est l'épouse ; Ἡφαιστία (« d'Héphaïstos »), épiclèse d'Athéna ; ou encore Ἀρεία Areia (« d'Arès »), épiclèse d'Athéna et d'Aphrodite,.
Une épiclèse héroïque consiste soit en une épithète dérivée d'un héronyme soit — plus souvent — en la juxtaposition du nom du héros à celui de la divinité à laquelle il est associé.
Une épiclèse anthroponymique consiste en une épithète dérivée d'un anthroponyme qui est celui du fondateur du culte et de ses descendants : ainsi Diomedonteios (« de Diomédon »), épiclèse d'Héraclès à Kos,.

## Répartition
La répartition des épiclèses entre les divinités n'est pas homogène. Certaines en ont de nombreuses, tels Zeus puis Apollon, Artémis et Athéna. D'autres, tel Arès, n'en ont que très peu,. Certaines, tel Héphaïstos, n'en ont aucune,.
Une épiclèse exclusive est une épiclèse qui n'est partagée par aucune autre divinité : ainsi Pytheiè / Pythiè, épiclèse d'Artémis à Milet.

## Exemples d'épiclèses connues
Une divinité avait fréquemment plusieurs épiclèses.
Par exemple, pour la déesse Athéna:
- Pallas Athéné : Athéna la Sage
- Athéna Niké : Athéna de la Victoire
- Athéna Polias : Athéna protectrice de la cité
- Athéna Hygeia : Athéna qui veille sur la santé de la famille
- Athéna Promachos : Athéna la Combattante
- Athéna Parthenos : Athéna la Vierge
- Athéna Erganè : Athéna industrieuse
- Athéna Alalkomenia : Athéna protectrice d'Alalcomènes
- Athéna Tritogeneia : Athéna de la Lignée
- Athéna Chalkioikos : Athéna protectrice de Sparte
- Athéna Areia : Athéna la Guerrière
- Athéna Arakunthias : Athéna du mont Arakynthos
- Athéna Hellôtis : Athéna de la veillée aux flambeaux (Hellotia)
- Athéna Pallènis
- Athéna Salpinx
- Athéna Atrutônè
- Athéna Oxuderka
- Athéna Arkhègetis
- Athéna Itônia
- Athéna Pronaia
- Athéna Hoplophoros
- Athéna Wasstuokhos
- Athéna Lindia
- Athéna Tritogeneia thea : Athéna déesse contre les malfaisants
- Athéna Nikèphoros : Athéna la Victorieuse, ou qui apporte la victoire
- Athéna Pylatis : Athéna des Portes
- Athéna Mamersa
- Athéna Laphria
- Athéna Sôteira
- Athéna Glaukè
- Athéna Pulaimakhos
- Athéna Boulaia
- Athéna Baskanos
- Athéna Phratria
- Athéna Pronoia
- Athéna Akhaia
- Athéna Ageleiè
- Athéna Agoraia
- Athéna Aithuia Boudeia
- Athéna Akropolèas
- Athéna Alexikakos
- Athéna Alkimakhè
- Athéna Amphiktionis
- Athéna Anemôtis
- Athéna Apatouria
- Athéna Asylô
- Athéna Bia

### Bases de données
- Banque de données des épiclèses grecques (BDEG) du Laboratoire d'archéologie et histoire Merlat (LAHM) du Centre de recherche en archéologie, archéosciences et histoire (CReAAH) [UMR 6566].
- Épiclèse : nommer les dieux, base de données d'épiclèses de divinités grecques et romaines, hébergée par la Maison interuniversitaire des sciences de l'homme – Alsace (MISHA).